# Texidium
Texidium — закрытая платформа для чтения электронных учебников от компании Kivuto Inc. (бывшая e-academy, Оттава, Канада).

## Общие сведения
Платформа была разработана в 2010-е годы с целью защитить электронные книги от копирования и повторного распространения. В настоящее платформа получила широкое распространение в Северной Америке (Канада, США, Мексика), прежде всего среди высших учебных заведений (университеты, колледжи, учебные сети CCI Learning и OntarioLearn). В марте 2020 г. издательство Pearson, крупнейший поставщик учебной литературы для канадских школ, открыло для общего доступа (только в пределах Канады) свою библиотеку учебников, которые тоже можно читать через Texidium.
Существует как онлайн-версия платформы, так и приложения для Windows, macOS, Android, iPad. Электронные приложения поддерживают функцию звукового чтения многих книг (в случае чтения через браузер эта функция отсутствует). В книгах можно оставлять комментарии и выделять фрагменты определённым цветом, но не все книги поддерживают возможность копирования фрагментов.
По состоянию на начало 2020 г., Texidium поддерживает книги в форматах PDF и EPUB. Такие книги нельзя загрузить в виде отдельных файлов или поделиться ими с другими пользователями, но можно читать на персональных устройствах (компьютеры, планшеты, мобильные телефоны).
Сейчас интерфейс Texidium поддерживается на 5 языках: английский, французский, немецкий, испанский, португальский. Некоторые функциональные особенности доступны только в английской версии.

## Принципы
Пользователь заказывает книгу в электронном магазине или электронном ресурсе для соответствующего учебного заведения. После заказа книгу надо связать с персональной учётной записью на платформе Texidium. Как только книга привязана к персональной учётной записи, её можно открывать на различных устройствах пользователя, где у него установлено приложение Texidium, или в браузере на странице платформы, но запрещено открывать книгу одновременно более чем на одном устройстве.
Книги также можно распечатывать, но эта функция ограничена: как правило, устанавливается лимит на распечатку только определённого процента страниц (около 40 %).

## Программное обеспечение
- Texidium (iPhone, iPad, Android, Windows, MacOS)